# Chorthippus biguttulus
Espèce
Chorthippus biguttulus, le Criquet mélodieux, est une espèce de criquets de la famille des Acrididae.

## Description
De couleur très variable, il est fort semblable au criquet duettiste (Chorthippus brunneus), mais le bord antérieur des élytres est très renflé à la base.

## Distribution
Cette espèce se rencontre en Europe (sauf en Grande-Bretagne), en Asie et au Maroc.

## Biotope et stridulation
Réside en tout lieu herbu ensoleillé où il peut être abondant.
Son chant est caractéristique: intense, rapide, métallique : dure de 1 à 1,5 seconde, s'amplifie puis cesse brusquement ; il est répété 3 à 4 fois, chaque fois moins longtemps. Ce chant permet de le distinguer facilement de Chorthippus brunneus, espèce également de couleur très variable.

## Liste des sous-espèces
Selon Orthoptera Species File (1er avril 2010) :
- Chorthippus biguttulus biguttulus (Linnaeus, 1758)
- Chorthippus biguttulus euhedickei Helversen, 1989
- Chorthippus biguttulus eximius Mishchenko, 1951
- Chorthippus biguttulus hedickei (Ramme, 1942)
- Chorthippus biguttulus marocanus Nadig, 1976
- Chorthippus biguttulus parnassicus Willemse, Helversen & Odé, 2009

## Galerie

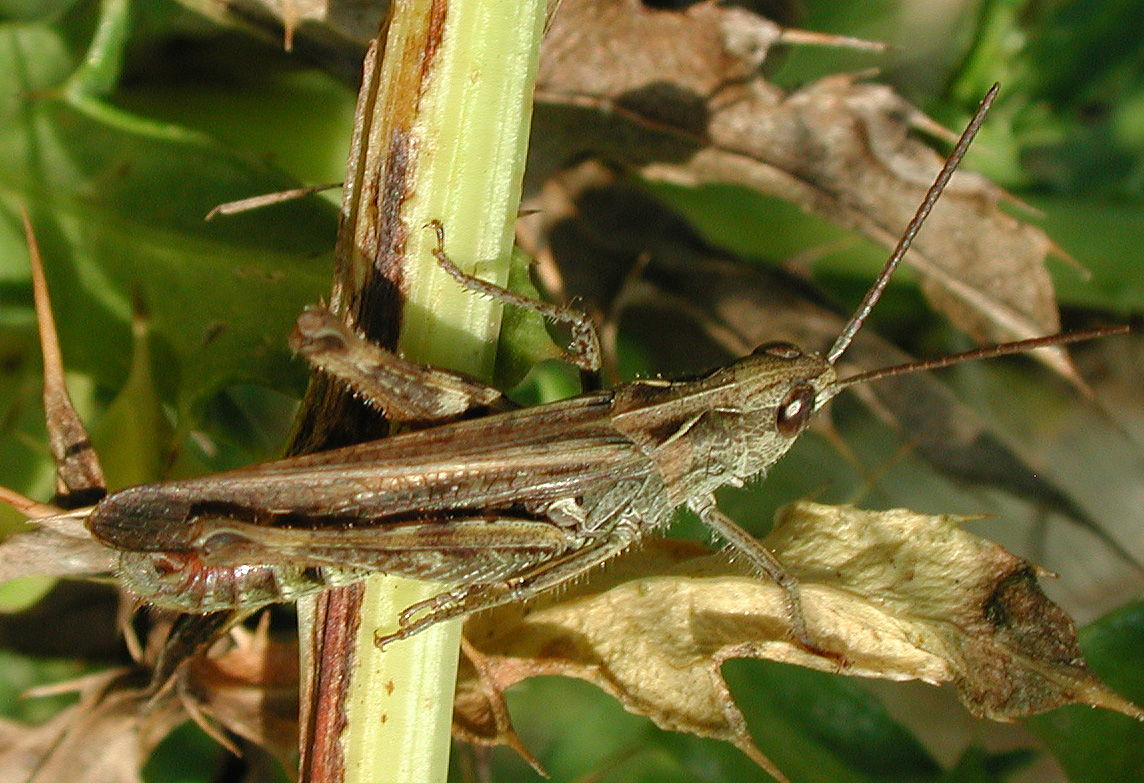
Mâle.
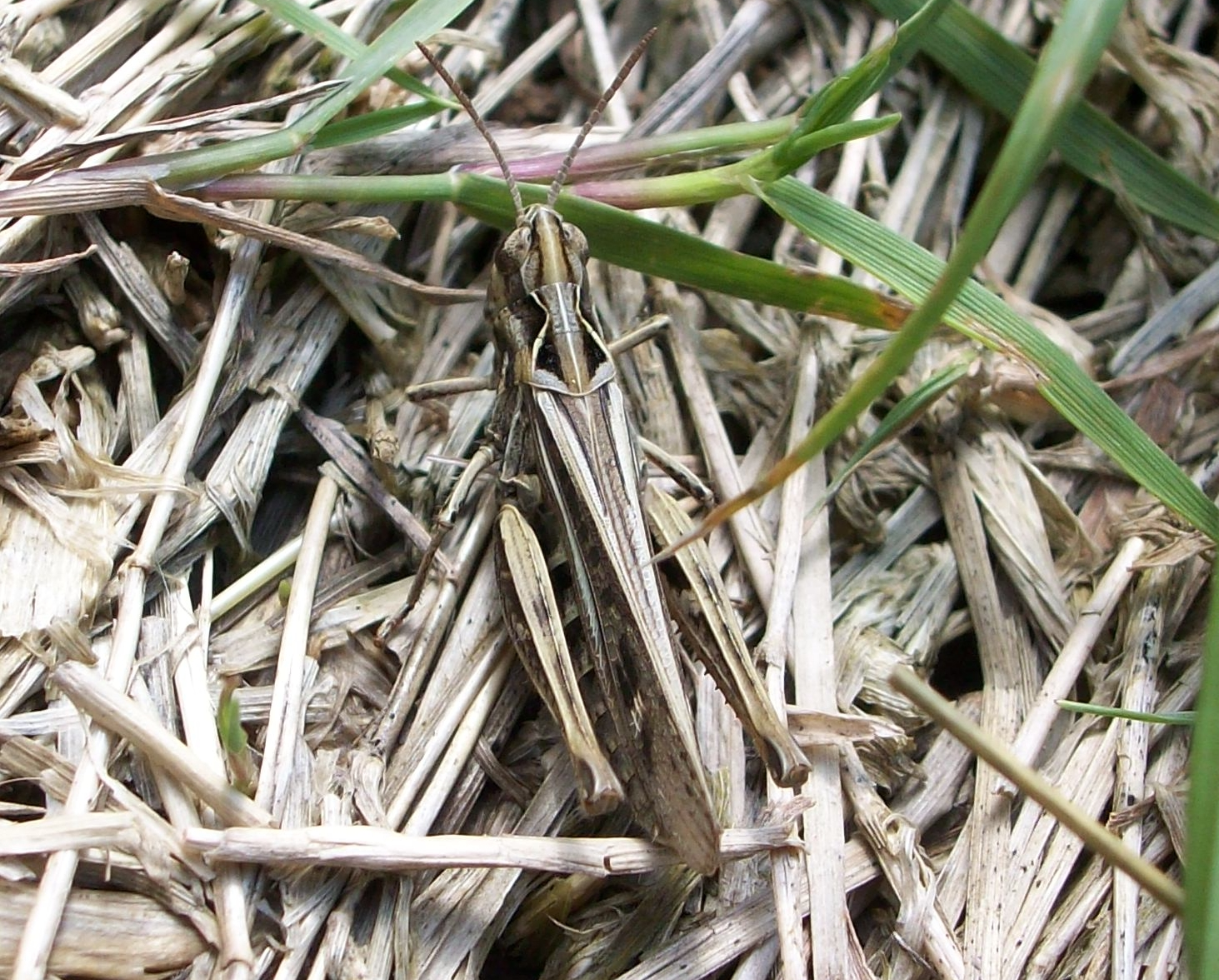
Mâle camouflé.
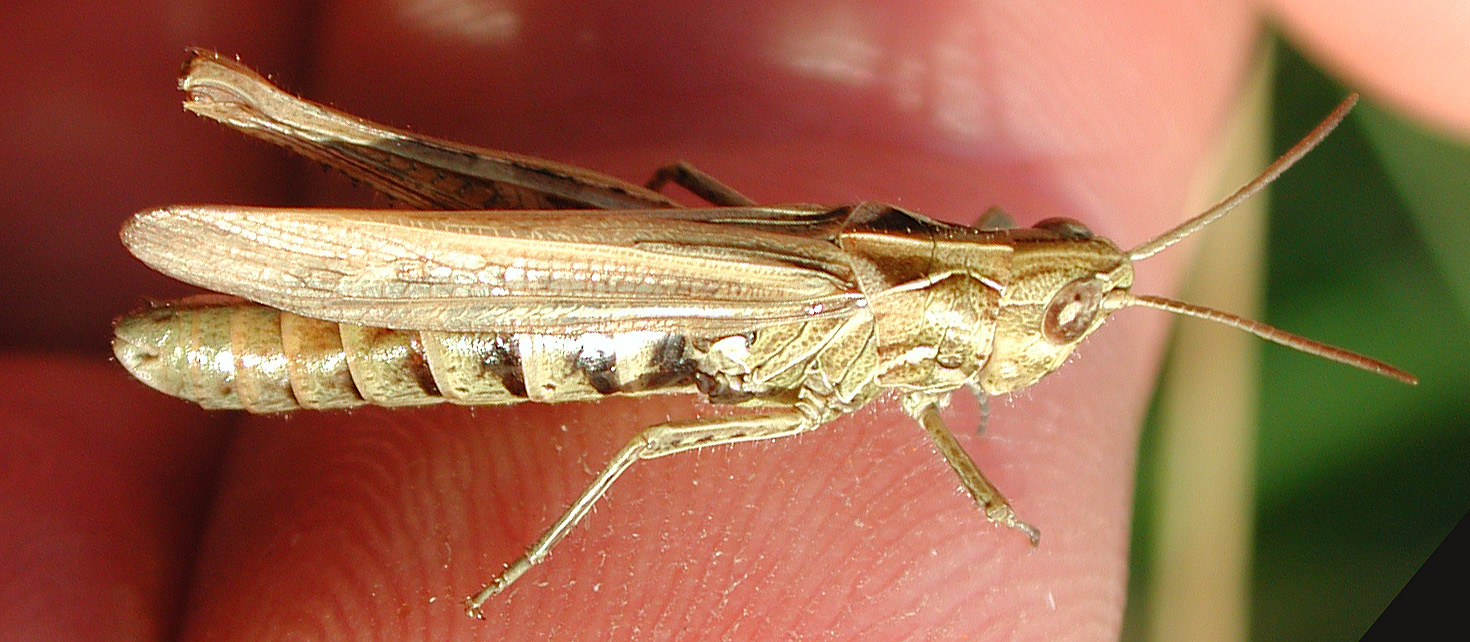
Femelle.
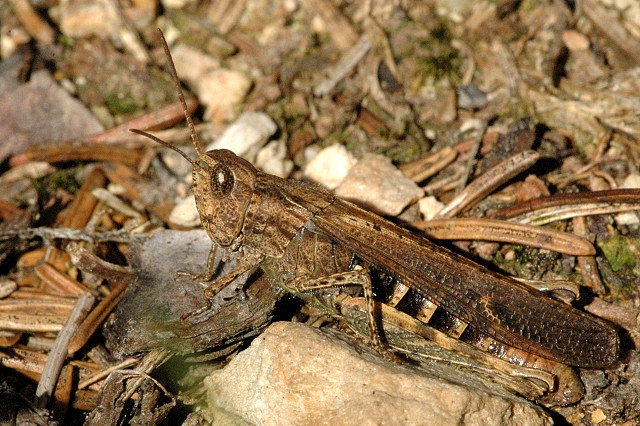
Femelle.
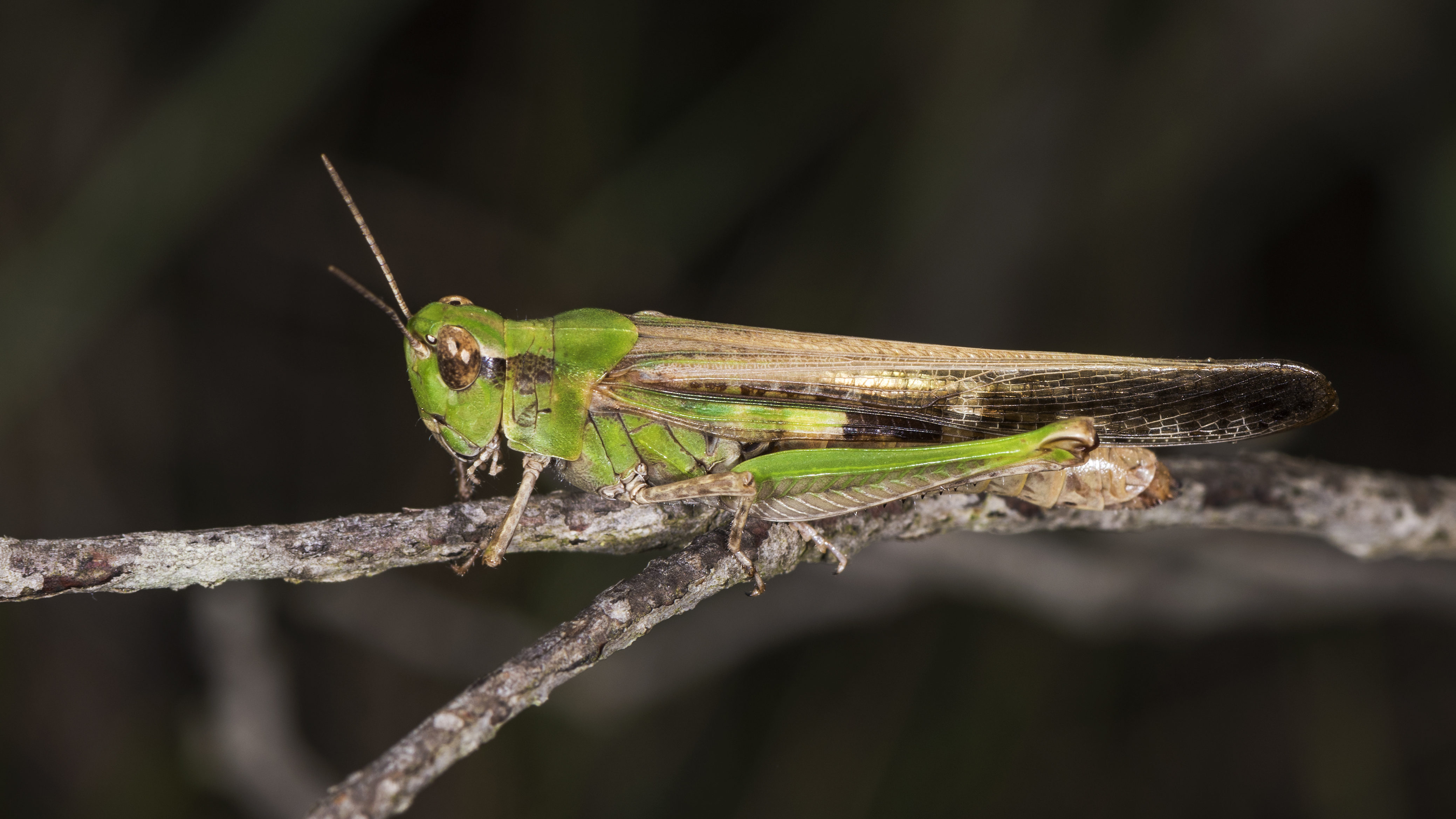
Femelle verte de Aiolopus puissanti.